# SURF
Coöperatie SURF is een coöperatieve vereniging van Nederlandse onderwijs- en onderzoeksinstellingen op het gebied van informatie- en communicatietechnologie. De leden zijn eigenaar van SURF. Oorspronkelijk was de naam 'SURF' een afkorting voor Samenwerkende Universitaire RekenFaciliteiten; onder die naam werd de organisatie opgericht in 1986 door astrofysicus en universitair bestuurder Hans Rosenberg van de Universiteit Utrecht.
SURF heeft als voornaamste taak het onderwijs en onderzoek optimaal te laten profiteren van de kansen die ICT biedt. Dat doet SURF door nieuwe technologieën te verkennen en vervolgens landelijke ICT-voorzieningen te realiseren. De aangesloten instellingen besluiten samen welke projecten worden uitgevoerd; ze zijn van mening dat ze door samenwerking in SURF-verband tegen lagere kosten een hogere kwaliteit behalen.
Tot 1 januari 2021 bestond SURF uit 3 gespecialiseerde onderdelen: SURFnet, SURFmarket en SURFsara. Per 1 januari 2021 zijn deze onderdelen juridisch samengevoegd, en zijn ze opgehouden zelfstandig te bestaan.

## Activiteiten
De belangrijkste activiteiten van SURF zijn:
- het ontwikkelen en exploiteren van een nationaal researchnetwerk voor onderwijs en onderzoek, inclusief het leveren van internetaansluitingen aan de aangesloten instellingen
- het ontwikkelen en leveren van diensten op het vlak van beveiliging en authenticatie[2]
- het ontwikkelen en leveren van diensten en expertise op het vlak van onderwijsvernieuwing, bijvoorbeeld op het gebied van digitaal toetsen, digitale leermiddelen, blended onderwijs en learning analytics
- het namens de aangesloten instellingen (campus-)licenties afsluiten voor software, content (o.a. wetenschappelijke tijdschriften) en hardware, vaak middels Europese aanbestedingen.
- het aanbieden van diensten en advies op het gebied van supercomputers, netwerken, dataopslag, visualisatie, cloud- en escience-ondersteuning.

## Leden
Ruim 100 instellingen zijn aangesloten bij de coöperatie SURF:
- alle universiteiten
- alle hogescholen
- alle universitaire medische centra
- mbo-scholen
- overige (onderzoeks)instellingen zoals:
  - de Koninklijke Nederlandse Akademie van Wetenschappen (KNAW)
  - Nederlandse Organisatie voor Wetenschappelijk Onderzoek (NWO)
  - Nederlandse Organisatie voor toegepast-natuurwetenschappelijk onderzoek (TNO)
  - de Koninklijke Bibliotheek (KB)
  - het Koninklijk Nederlands Meteorologisch Instituut (KNMI)
  - het Rijksinstituut voor Volksgezondheid en Milieu (RIVM)
  - de politieacademie
  - SIVON (coöperatie voor het basisonderwijs (primair onderwijs) en voortgezet onderwijs, met ruim 130 onderwijsorganisaties als lid).